# Clausia podlechii
Clausia podlechii là một loài thực vật có hoa trong họ Cải. Loài này được Dvorák mô tả khoa học đầu tiên năm 1968.